# 田中恒利
田中 恒利（たなか つねとし、1925年4月1日 - 2014年1月12日）は、日本の政治家。元日本社会党衆議院議員(6期)。

## 来歴
愛媛県東宇和郡俵津村（現在の西予市明浜町出身）で、半農半漁の家に生まれる。家業だけでなく、青年団活動においても活躍した。
1953年に日本大学専門部社会学科を卒業。

## 政治家として
地元に戻り、愛媛県立宇和高等学校教諭、愛媛労農会議副議長を経て、1969年の総選挙で旧愛媛3区から社会党公認で立候補し初当選した。1972年、1976年、1979年の選挙にも3度出馬したが落選した。
それを経て、1980年にはトップ当選となった。
以来1993年まで当選を果たしたが、1996年に政界を引退した。同年勲二等旭日重光章受章。

## 政治家以外の仕事
政界引退後には、食糧難のアジア・アフリカの貧しい人たちに支援を送るために「食とみどり、水をまもる県労農市民会議」の議長を務めた。

## 人物
県民から「恒さん」の愛称で親しまれ、社会党の「南予の顔」となった。
2014年1月12日、老衰のため死去。88歳没。